# Смитфилд (Пенсилванија)
Смитфилд (енгл. Smithfield) град је у америчкој савезној држави Пенсилванија.

## Демографија
По попису из 2010. године број становника је 875, што је 21 (2,5%) становника више него 2000. године.
| Група             | 2000.       | 2010.       |
| Белци             | 851 (99,6%) | 859 (98,2%) |
| Афроамериканци    | 2 (0,2%)    | 5 (0,6%)    |
| Азијати           | 0 (0,0%)    | 2 (0,2%)    |
| Хиспаноамериканци | 0 (0,0%)    | 4 (0,5%)    |
| Укупно            | 854         | 875         |